# De materia medica
De materia medica (latinský název pro řecký Περὶ ὕλης ἰατρικῆς, Peri hulēs iatrikēs, znamenající „O léčivech“) je lékopis léčivých rostlin a léčiv, které z nich lze získat. Jedná se o pětidílnou encyklopedii sepsanou mezi lety 50 až 70 řeckým lékařem a chirurgem římské armády Pedaniem Dioscoridem. Jako lékopis byla široce využívána následujících 1 500 let, až dokud ji v období renesance nenahradily herbáře léčivých rostlin, čímž se řadí k nejdéle používaným přírodopisným knihám všech dob.
Encyklopedie popisuje účinnost mnoha léků, včetně omějí, aloe, kolokvinty obecné, ocúnu, blínu, opia či urginey přímořské. Dohromady zmiňuje asi 600 druhů rostlin, dále některá zvířata a minerální látky, a asi 1000 léčivých přípravků z nich vyráběných.
Ve středověku se kniha vyskytovala v latině, řečtině a arabštině, ve formě ručně ilustrovaných rukopisů. Od šestnáctého století byl text postupně překládán do italštiny, němčiny, španělštiny a francouzštiny, v roce 1655 pak do angličtiny. Kniha vytvořila základ pro tvorbu herbářů v těchto jazycích, vytvořených lidmi jako Leonhart Fuchs, Valerius Cordus, Lobelius, Rembert Dodoens, Carolus Clusius, John Gerard či William Turner. Tyto publikace postupně zahrnovaly stále více přímých pozorování, jež doplňovaly a nakonec nahradily původní text.
Dochovalo se několik manuskriptů a raných výtisků De materia medica, například řecký ilustrovaný rukopis Vídeňský Dioskuridés ze 6. století, který Byzantinci používali pro léčebné účely přes tisíc let. Britský botanik Arthur Hill spatřil ještě v roce 1934 na hoře Athos mnicha používajícího k určování rostlin kopii této knihy.